# Kuok Io Keong
Kuok Io Keong (* 12. April 1976 in Macau) ist ein macauischer Autorennfahrer.

## Karriere
Kuok ist seit 2008 im asiatischen Tourenwagensport aktiv. 2010 gewann er die B-Klasse der Macau AAMC Challenge und 2011 die B-Klasse der Macau Road Sport Series.
Im internationalen Motorsport wollte Kuok 2010 in der Tourenwagen-Weltmeisterschaft (WTCC) beim Rennen auf dem macauischen Guia Circuit debütieren. Da sein Auto, ein Honda Accord Euro R, allerdings nicht dem Reglement entsprach, wurde er von der Veranstaltung ausgeschlossen. Für 2011 erhielt Kuok für das macauische WTCC-Wochenende ein Cockpit in einem Chevrolet Lacetti des Teams Corsa Motorsport. Zu den Rennen qualifizierte er sich zwar, startete aber nicht.

## Karrierestationen
| - 2008: Macauische Tourenwagenmeisterschaft - 2009: Macauische Tourenwagenmeisterschaft (Platz 6) | - 2010: Asiatische Tourenwagenserie - 2010: Macau AAMC Challenge, Klasse B (Meister) | - 2011: Macau Road Sport Series, Klasse B (Meister) - 2011: WTCC |